# Amla (Madhya Pradesh)
Pour les articles homonymes, voir Amla.
Amla est une ville du district de Betul (Madhya Pradesh, Inde).